# Rhinocricus acus
Rhinocricus acus är en mångfotingart som beskrevs av Chamberlin 1955. Rhinocricus acus ingår i släktet Rhinocricus och familjen Rhinocricidae. Inga underarter finns listade i Catalogue of Life.